# Uvaria annickiae
Uvaria annickiae este o specie de plante angiosperme din genul Uvaria, familia Annonaceae, descrisă de Jongkind. Conform Catalogue of Life specia Uvaria annickiae nu are subspecii cunoscute.